# 星宿苗族彝族仡佬族乡
星宿苗族彝族仡佬族乡是中华人民共和国贵州省毕节市大方县下辖的一个民族乡。

## 行政区划
星宿苗族彝族仡佬族乡下辖以下村级行政区划单位：
龙山村、云峰村、棕树村、梯子村、松树村、重山村、河山村、峻岭村、麻岭村和漆树村。